# Bayezid Ier
Pour les articles homonymes, voir Bayezid.
Bayezid Ier ou Bajazet Ier, surnommé Yildirim (« foudre »), est un sultan ottoman né vers 1360 à Edirne et mort en mars 1403 à Akşehir (Empire ottoman). Il succède à son père Mourad Ier en 1389 après la mort de ce dernier à la bataille de Kosovo, en se débarrassant immédiatement de son frère Yakub Çelebi.
Son caractère emporté et la rapidité de ses décisions lui valent son surnom de la « Foudre ». Fait prisonnier par Tamerlan en 1402 à la bataille d'Ankara, il meurt en captivité l'année suivante.

## Biographie
Il passe son enfance à Bursa où il reçoit la meilleure éducation possible. Il épouse en 1381 la fille du bey de Germiyan, qui apporte plusieurs villes en dot aux Ottomans, dont Kütahya.

### Prise du pouvoir et conquêtes dans les Balkans

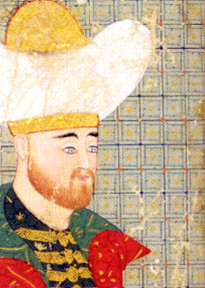
Le sultan Bayezid Ier.

En 1389, il participe avec son père et son frère à la bataille de Kosovo.
Mourad Ier étant mort sur le champ de bataille, Bayezid s'empare du pouvoir et fait exécuter son demi-frère Yakub. 
Il conclut avec Milica (veuve du prince serbe Lazar Hrebeljanović tué lui aussi) et les dignitaires de l'Église serbe un traité laissant à la Serbie une large autonomie. Il épouse la fille de Lazar, Olivera Despina. Stefan Lazarević, fils de Lazar, devenu son beau-frère et vassal, devait assurer sa victoire contre les armées chrétiennes à la bataille de Nicopolis en 1396.
L'offensive balkanique de Bayezid est suivie de la bataille de Rovine en 1395. L'armée ottomane ne parvient pas à conquérir la Valachie, vaincue par le Voïvode Mircea Ier de Valachie.
Entre 1389 et 1395, Bayezid conquiert la Bulgarie et le nord de la Grèce.

### Campagnes en Anatolie
Dès 1389, les princes turcs de l'Anatolie, notamment ceux des deux grands émirats de Germiyan (région centre-ouest de l'Anatolie, autour de Kütahya) et de Karaman, commencent à s'opposer à la dynastie ottomane. En 1390, Bayezid parvient, grâce à la dot de son mariage avec la princesse Devlet de Germiyan, à annexer le vaste territoire des princes de Germiyan. Puis, Bayezid arrive en Anatolie avec des troupes serbes et conquiert l'émirat de Karaman en 1397.

### Siège de Constantinople
En 1391, il entreprend le blocus de Constantinople, la capitale de l'Empire byzantin. Ce siège est à la fois terrestre et maritime. Les Turcs ne viennent pas à bout des murailles de la ville. En 1392, une armée hongroise menée par le roi Sigismond Ier de Luxembourg oblige Bayezid à lever le siège. En 1393, Bayezid assiège la ville de Tirnovo, capitale de l'Empire bulgare. Après cette campagne en Valachie et l'annexion de la province de Thessalonique en Grèce, le siège de Constantinople est repris en 1394.
Pour ce faire, la forteresse Anadolu Hisarı (« forteresse d'Anatolie ») est construite en 1394 au nord de Constantinople, sur la rive asiatique du Bosphore, afin de bloquer le passage des Détroits aux navires ennemis. Mais l'absence de marine et de canons suffisamment puissants rend ce siège sans effet. À la demande de l'Empereur byzantin Manuel II Paléologue une nouvelle expédition de soutien est organisée en 1396 avec les Bourguignons. De nouveau commandée par Sigismond Ier de Luxembourg, cette armée de secours est défaite à la bataille de Nicopolis et les coalisés perdent le terrain gagné. Cette expédition est appelée parfois la dernière croisade ou encore croisade de Nicopolis. Après cette victoire le calife abbasside du Caire Al-Mutawakkil Ier nomme Bayezid Sultan d'Anatolie.
Le siège de Constantinople est maintenu jusqu'en 1398. L'irruption de Tamerlan en Anatolie oblige à le lever. Le traité prévoyait que Constantinople paie une très forte rançon et qu'une mosquée soit construite dans la ville. Bayezid engage une bataille avec les Génois du quartier de Galata sur la rive nord de la Corne d'Or.

### Bataille d'Ankara

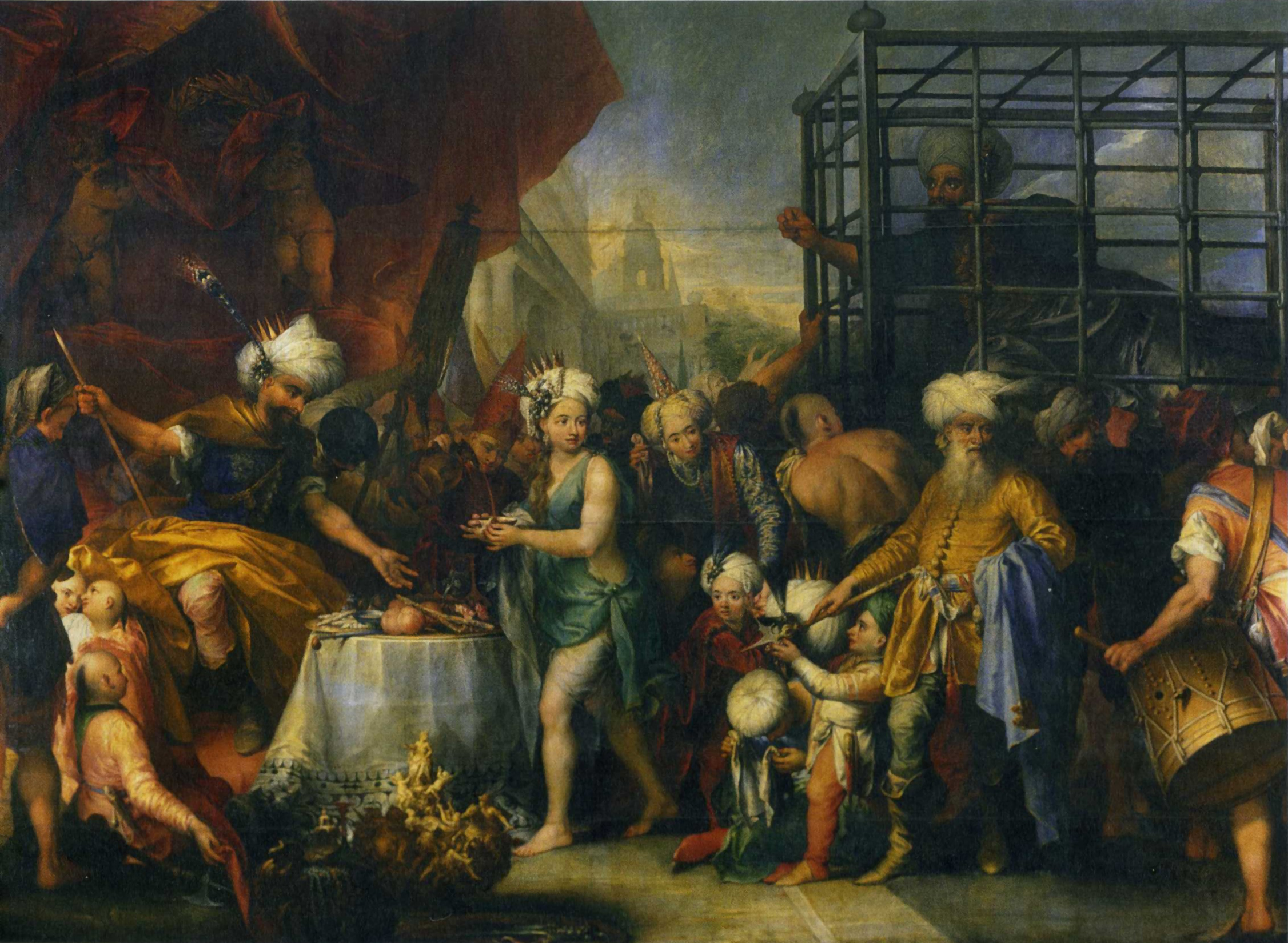
Bayezid lors de sa captivité en 1403.

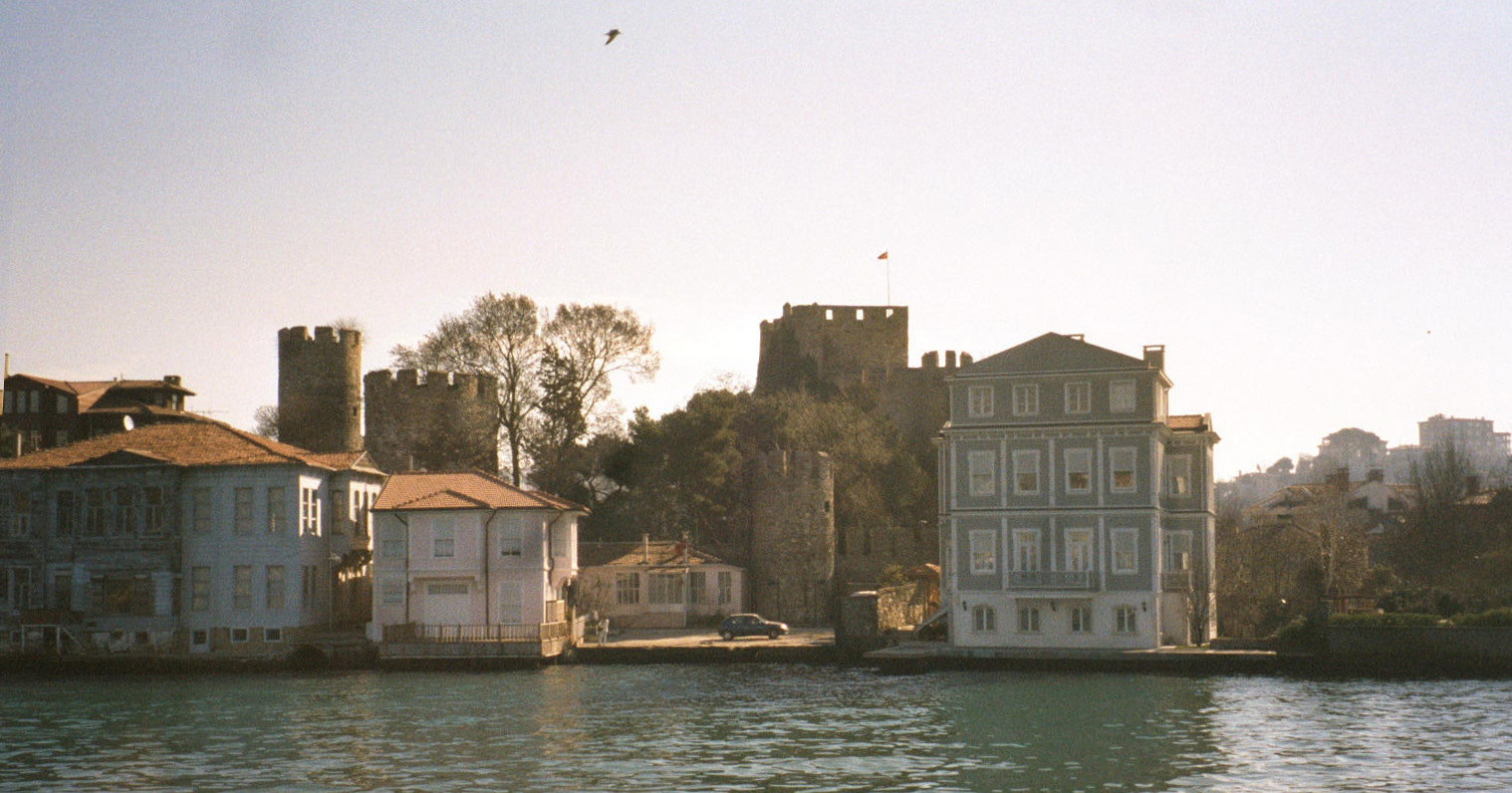
La forteresse dite « Anadoluhisarı » au bord du Bosphore.

En 1400, Tamerlan, après avoir pillé un certain nombre de villages, réussit à soulever les petites principautés turques que Bajazet avait annexées. En juillet 1402, Tamerlan et Bajazet s'affrontent dans la plaine de Çubuk lors de la bataille d'Ankara. Bajazet perd la bataille et est fait prisonnier,. L'histoire raconte que lorsque Bajazet est amené enchaîné dans la tente de Tamerlan, il éclate de rire. « Tu as tort de te moquer de moi, regarde ce qui m'est arrivé, cela pourrait aussi bien t'arriver ! Ce à quoi Tamerlan répondit : Je ne me moque pas de toi mais de l'ironie d'Allah qui a partagé le destin du monde entre un borgne et un boiteux ! » L'enfermement de Bajazet dans une cage par Tamerlan semble une légende mais il est probable que Tamerlan l'ait gardé auprès de lui. Sa femme et ses filles furent transférées dans le harem de Tamerlan.
Bajazet est mort en captivité en mars 1403. Selon certaines sources, il se serait suicidé en utilisant le poison dissimulé dans son anneau tandis que pour d'autres, il se serait fendu le crâne en le heurtant contre les barreaux de sa geôle.

## Descendance
Bajazet Ier a au moins quatre filles et huit fils : Ertuğrul, Yusuf, Kasım, Suleyman, Isa, Musa, Mehmed et Mustafa (capturé ou tué à la bataille d'Ankara). Les quatre survivants se disputent le pouvoir : l'État ottoman entre dans une période de désordre et de querelles de succession appelée « l'interrègne ». Son fils Mehmed lui succède finalement.

## Dans les arts
Antonio Vivaldi compose un opéra inspiré de l'histoire du sultan, Bajazet (1735).
Georg Friedrich Haendel met également en scène Bajazet Ier, dans son opéra Tamerlano, où lui et sa fille Asteria s'opposent au conquérant timouride (1724).
La tragédie Bajazet (1672) de Jean Racine ne correspond pas vraiment à ce sultan, par ailleurs personnage presque secondaire.

## Tradition religieuse
Bajazet est le premier sultan à avoir initié la tradition de la procession de Surre.